# Metaphalangodella
Metaphalangodella is een geslacht van hooiwagens uit de familie Gonyleptidae.
De wetenschappelijke naam Metaphalangodella is voor het eerst geldig gepubliceerd door Roewer in 1915. 

## Soorten
Metaphalangodella is monotypisch en omvat slechts de volgende soort:
- Metaphalangodella pachyliformis